# Steve Sumner

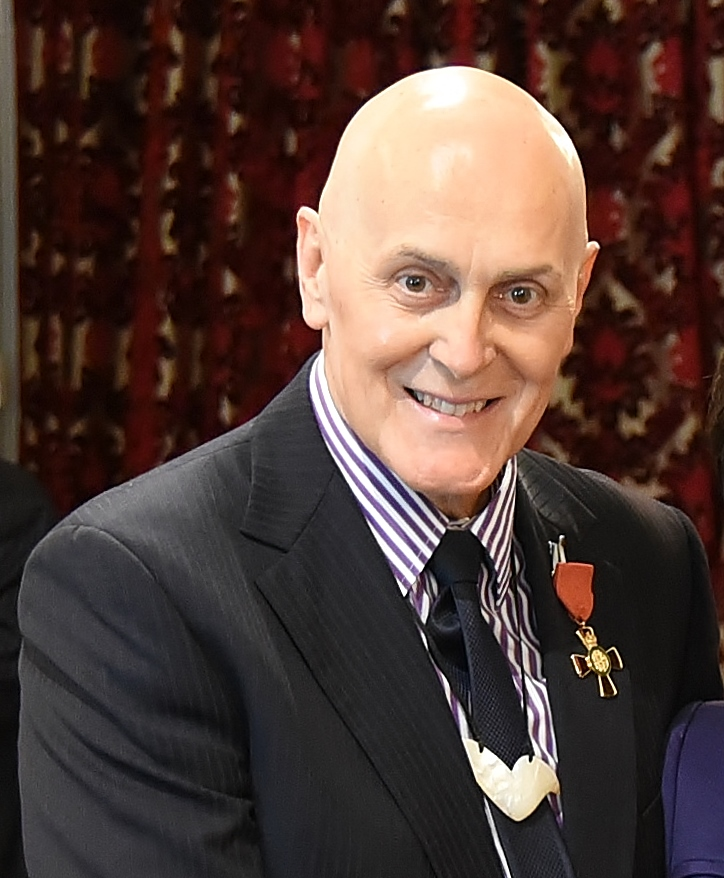
Steve Sumner in 2016

Steven Paul "Steve" Sumner (Preston, 2 april 1955 – Christchurch, 8 februari 2017) was een Nieuw-Zeelands voetballer. Hij was aanvoerder van het Nieuw-Zeelands voetbalelftal en kwam onder andere uit op het wereldkampioenschap voetbal 1982. Hij was een aanvallende middenvelder.

## Loopbaan
Sumner groeide op in Engeland en kwam uit in de jeugd van Preston North End FC en Blackpool FC. Op 17-jarige leeftijd emigreerde hij naar Nieuw-Zeeland. Van 1973 tot 1980 speelde hij voor Christchurch United. Met dit team won hij vijf landstitels en zes nationale bekers.
In 1981 en 1982 kwam Sumner uit voor respectievelijk Newcastle Austral en West Adelaide SC in Australië. Hij keerde in 1983 terug naar Nieuw-Zeeland en speelde voor achtereenvolgens Manurewa AFC, Gisborne City AFC en opnieuw Christchurch United.
In totaal kwam Sumner 58 keer uit voor het nationale elftal van zijn land. Hij maakte in september 1976 zijn debuut. Tijdens de kwalificatie voor het WK 1982 maakte hij zes doelpunten in een met 13-0 gewonnen wedstrijd tegen Fiji. Het team kwalificeerde zich voor het WK en Sumner was aanvoerder. De drie groepswedstrijden gingen echter alle verloren. Sumner scoorde in de met 5-2 verloren wedstrijd tegen Schotland. Hij was daarmee de eerste speler van een land aangesloten bij de Oceania Football Confederation die een doelpunt maakte op een eindronde.
Na zijn loopbaan was hij onder andere als analist en commentator actief voor de Nieuw-Zeelandse televisie en had hij een bestuursfunctie bij Wellington Phoenix FC. In 2015 werd er prostaatkanker bij hem geconstateerd. Hij overleed in 2017 op 61-jarige leeftijd.